# Dasylirion quadrangulatum
Dasylirion quadrangulatum är en sparrisväxtart som beskrevs av Sereno Watson. Dasylirion quadrangulatum ingår i släktet Dasylirion, och familjen sparrisväxter. Inga underarter finns listade i Catalogue of Life.

## Bildgalleri

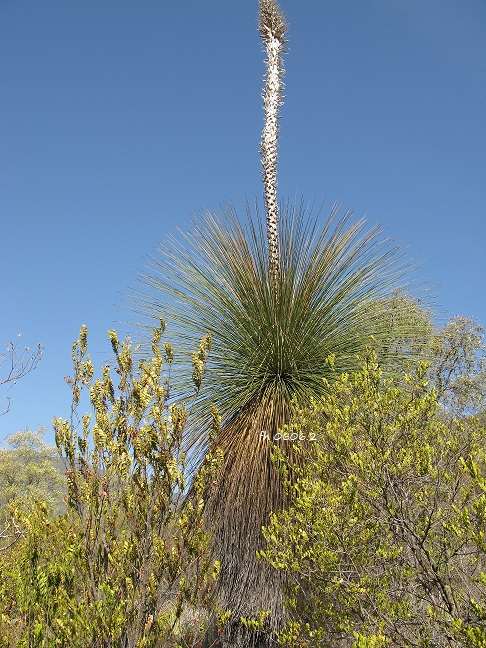